# Dvardalaskogens naturreservat
Dvardalaskogens naturreservat är ett naturreservat i Norrköpings kommun i Östergötlands län.
Området är naturskyddat sedan 2023 och är 152 hektar stort. Reservatet ligger strax nordväst om Åby och består av Modergölen med omgivande mosse, gammeltallar på bergshöjderna, ädellövskogar i dalsänkor och på andra platser möter djupa granskogar.